# Kwatta
 (janvier 2017).
Si vous disposez d'ouvrages ou d'articles de référence ou si vous connaissez des sites web de qualité traitant du thème abordé ici, merci de compléter l'article en donnant les références utiles à sa vérifiabilité et en les liant à la section « Notes et références ».
Le Kwatta est une pâte à tartiner, commercialisée par Heinz.
Cette marque a été fondée en 1877 par J.G. van Emden et P. de Bondt au Suriname, en Amérique du Sud. Elle est belge depuis 1972.

## Historique

### Cida
Bien avant Kwatta, l’usine Cida est créée le 27 février 1907, l’entreprise principale se trouvant à Bruxelles. Le premier directeur de la société est Louis Mostert. 
Le 15 mai 1907, l’usine est implantée à Bois-d'Haine. La construction de l’usine est prise en charge par la Société des Ateliers Bastenier.
En 1913, la société Cida ferme ses portes et est reprise par la société hollandaise Kwatta, située à Bréda.

#### Marques Cida
- Bisco
- Chocolat à la crème fraise
- Chocolat café au lait
- Chocolat des Gilles (1909)
- Chocolat extra-sec
- Côte perlée
- Crémant à la noisette
- Crémant au lait
- Diable noir
- Extra Fin
- Extra Fondant
- Extra Sec
- Falstaff
- Fondant
- Hendrik Conscience (1912)
- Lait
- Lait Noisettes
- Moka extra fondant
- Orania

Les articles Cida sont commercialisés par la société Kwatta jusqu’à la fin des années 1930.

### Kwatta
L’histoire de Kwatta commence en 1883. Cette date correspond à l’association de Jozef-Gustaaf Van Emden (propriétaire d’une plantation de cacao) avec la famille De Bondt, (pâtissiers, confiseurs). C’est grâce à cette association que la Chocoladefabriek De Bondt en Co. voit le jour à Breda. Cependant, cette association ne va durer qu’une année, Van Emden devient indépendant de l’usine qu’il appelle « Stoomchocoladefabriek Kwatta ».  
En 1889, les frères Eugène et Jules Stokvis reprennent l’entreprise. En 1905, Van Lersel devient employé pour les frères Stokvis, il va jouer un rôle décisif pour l’avenir de l’entreprise. Celui-ci va mettre au point en 1907 une nouvelle approche : la barre de chocolat emballée (jusqu’ici le chocolat était vendu en morceaux). Cette nouveauté porte le nom de « chocolat manœuvre » car ces barres de chocolat étaient achetées par l’armée (néerlandaise). D’où l’apparition du petit soldat Kwatta sur les emballages.  
Dès l’armistice, l'usine Kwatta de Bois-d’Haine subit des transformations afin d’être  modernisée et perfectionnée. En 1927, celle-ci possède plusieurs dépôts implantés à Anvers, Liège, Bruxelles, Gand, Courtrai, Namur et Arlon. On y trouve plus ou moins 400 articles différents. L’usine produit de 12 000 à 18 000 kilos de chocolat par jour et vend également les produits Cida.
En 1974, l’usine bois-d’hainoise ferme ses portes pour laisser place à la confiserie.